# Stramonita biserialis
Stramonita biserialis is een slakkensoort uit de familie van de Muricidae. De wetenschappelijke naam van de soort is voor het eerst geldig gepubliceerd in 1832 door Blainville.

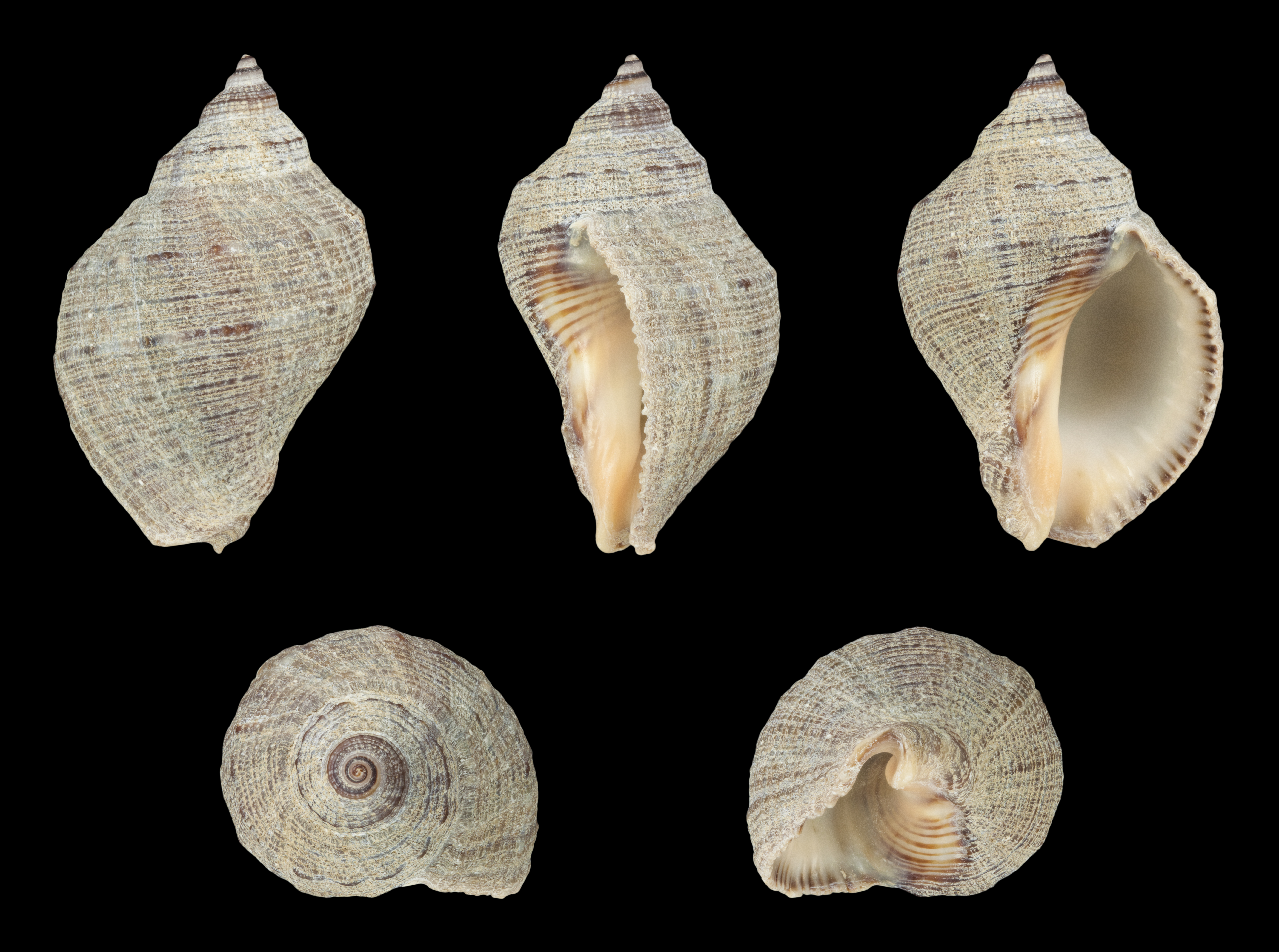
Gladde vorm